# Pezaptera chapmani
Pezaptera chapmani är en fjärilsart som beskrevs av Klages 1906. Pezaptera chapmani ingår i släktet Pezaptera och familjen björnspinnare. Inga underarter finns listade i Catalogue of Life.